# Kasteel Groot Engelenburg
Groot Engelenburg is een buitenplaats op een 50 hectare groot landgoed met golfbaan gelegen in Brummen in de Nederlandse provincie Gelderland.
Het landhuis is gebouwd op de plek waar oorspronkelijk een middeleeuws kasteel stond. Het werd in 1624 door het Spaanse leger in brand gestoken en verwoest tijdens de Inval van de Veluwe. In 1641 bouwde Jacob II Schimmelpenninck op de grondvesten van het kasteel een nieuw landhuis, dat hij voor de jacht gebruikte. Later was het als vakantie- en conferentieoord in bezit van de Twentsche Bank en na een fusie van de Algemene Bank Nederland. Sinds 1987 is het een hotel-restaurant. Groot Engelenburg is opgenomen in het register van rijksmonumenten.

## Bouwgeschiedenis
In de kelder is muurwerk aangetroffen dat waarschijnlijk uit de middeleeuwen dateert, en kruisgewelven uit de 17e eeuw. Het huis is in 1828 gebouwd in neoclassicistische stijl, maar de 17e-eeuwse indeling van de ruimtes bleef intact, wat een voornaam aspect van de beschermwaardigheid is.
De voorgevel van het landhuis is symmetrisch en bestaat uit zeven traveeën. Het is geheel omgeven door een grillig gevormde gracht die ruim om de gebouwen heen loopt. Het totale landgoed is 230 hectare groot. Op de zolder van het gebouw bevinden zich een bronzen slagklok uit 1616 en een bronzen luidklok uit 1781.
Tot de bijgebouwen behoren een 17e-eeuws koetshuis ten noorden van de oprijlaan, dat in de 19e eeuw verbouwd is en zo een pendant vormt van de 19e-eeuwse oranjerie aan de andere zijde van de laan. Beide gebouwen zijn, net als het hoofdgebouw witgepleisterd en gedekt met een schilddak.

## Kenmerken en bijzonderheden
Door de toegangspoort loopt een oprijlaan naar het huis, ernaast zijn terrassen en tuinen. De oprijlaan loopt in westzuidwestelijke richting en bood, een zichtas op de toren van de Oude- of Sint-Pancratiuskerk die van omstreeks het jaar 1500 dateert. Deze staat ruim anderhalve kilometer verderop, in het centrum van Brummen.
Vlakbij ligt de 9-holesgolfbaan van de Engelenburg Golf & Country Club, omgeven door een bos- en parklandschap.

## Klein en Groot Engelenburg
Oorspronkelijk werd het landhuis aangeduid als Engelenburg, Huize Engelenburg of Kasteel Engelenburg. De toevoeging Groot is vermoedelijk in zwang gekomen toen Judith van Walrée-van Lennep, de eigenares van (Groot) Engelenburg in 1835 het kleinere landhuis Klein Engelenburg liet bouwen en daar ging wonen. Dit veel kleinere goed ligt eveneens in Brummen, precies een kilometer verderop, vrijwel oostelijk van Groot Engelenburg. Met de toevoeging Groot is toch niet alle verwarring uit de wereld, want in Doorn, weliswaar vijftig kilometer verderop, is ook een buitenplaats Groot Engelenburg.

## Commando Pieters
Op 6 april 1945, kort voor het einde van de Tweede Wereldoorlog, vestigde een groep Nederlandse SD'ers onder leiding van Andries Pieters zich op het landgoed. De groep bleef er acht dagen alvorens op de vlucht te slaan voor de naderende Canadese troepen. In die tijd folterden ze tientallen gevangenen. Onder deze waren de collaborateurs Jacob Detmar en Antoon den Otter die als marechaussee Joden, onderduikers en verzetsmensen actief opgespoord en gearresteerd hadden. Eind 1944 deserteerden Detmar en Den Otter, maar zij werden opgepakt door de groep van Pieters. Ze zijn in de kelders van Groot Engelenburg gemarteld tot ze de desertie bekenden. Op 13 april 1945 zijn ze met zes anderen gefusilleerd.

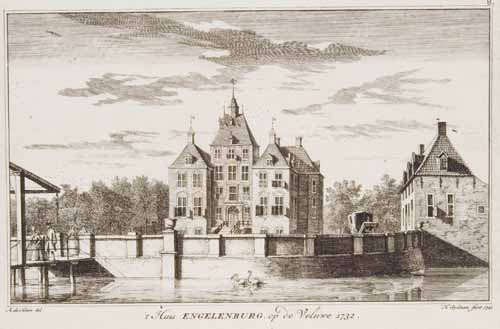
Huis Engelenburg in 1732 (Abraham de Haen en Hendrik Spilman)
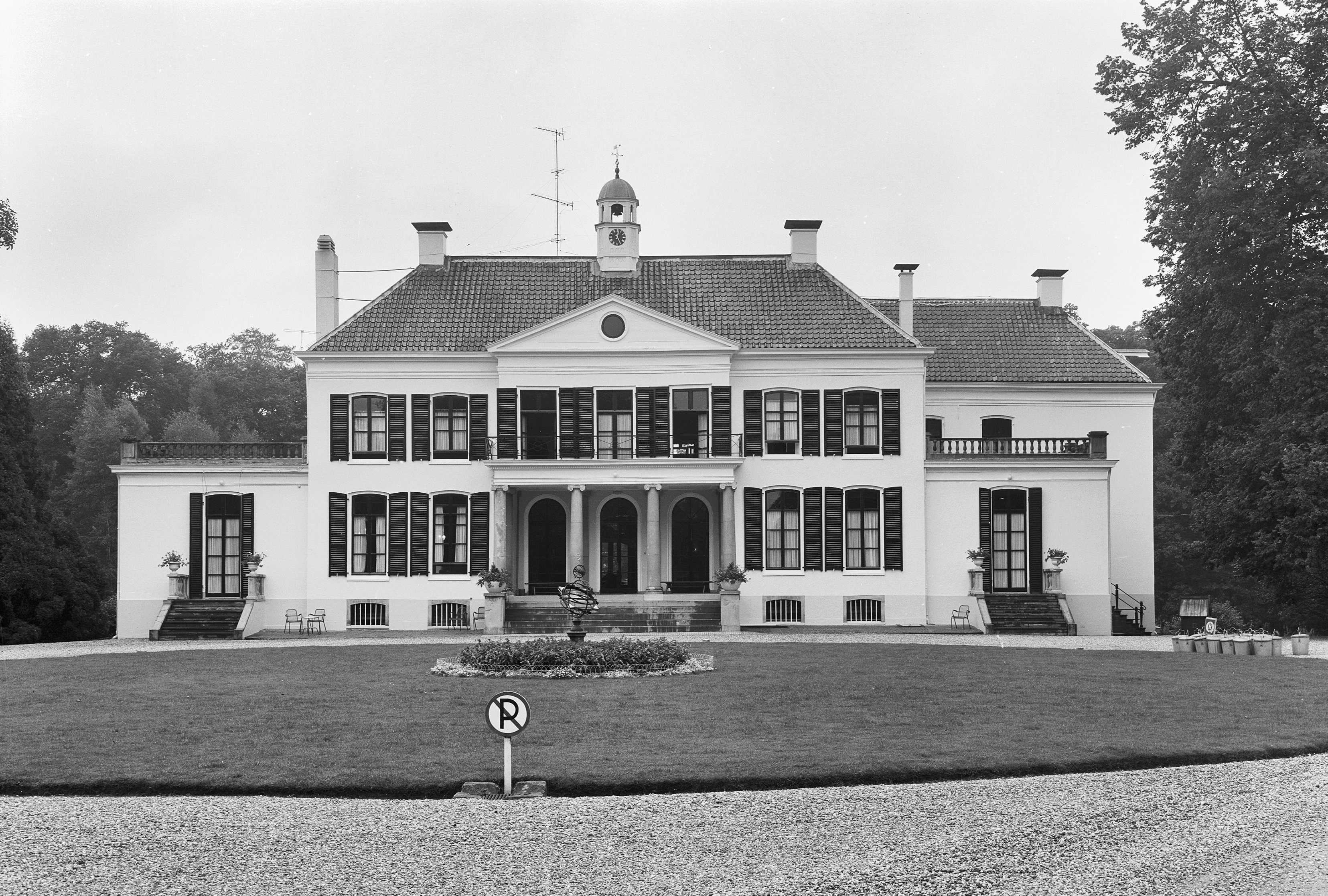
Groot Engelenburg in 1967
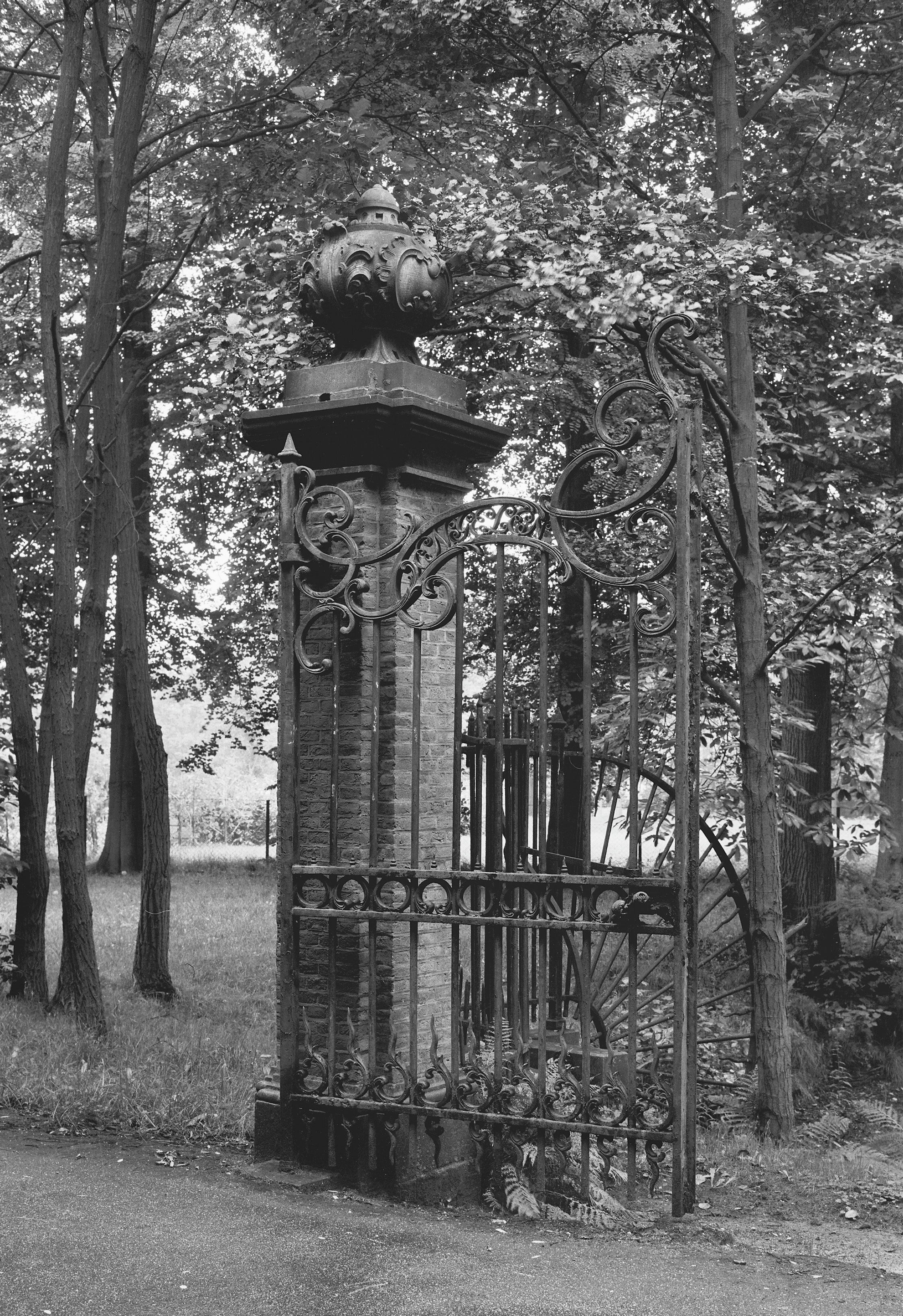
Hekkenpost in 1967
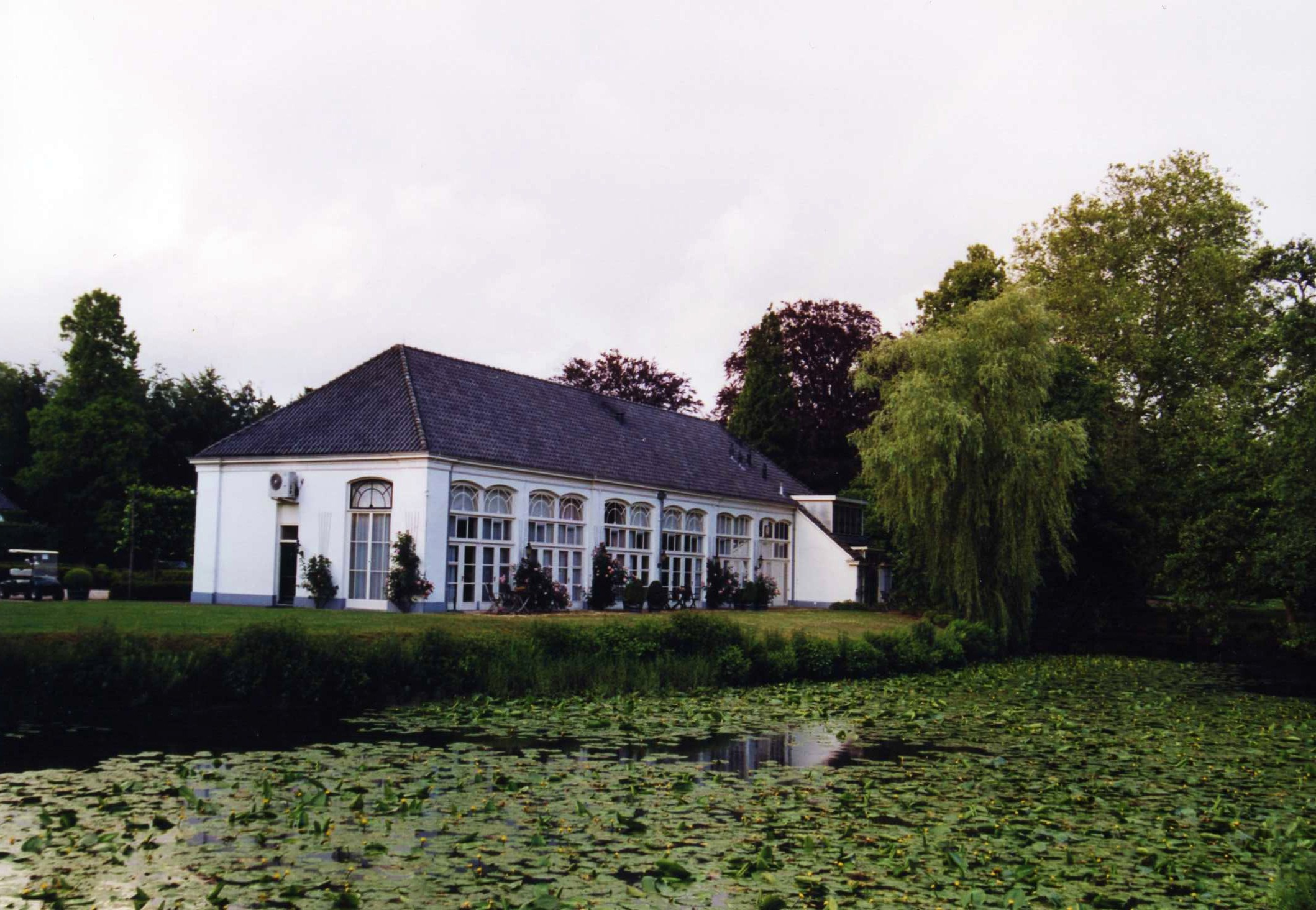
De oranjerie (achterzijde) in 2012
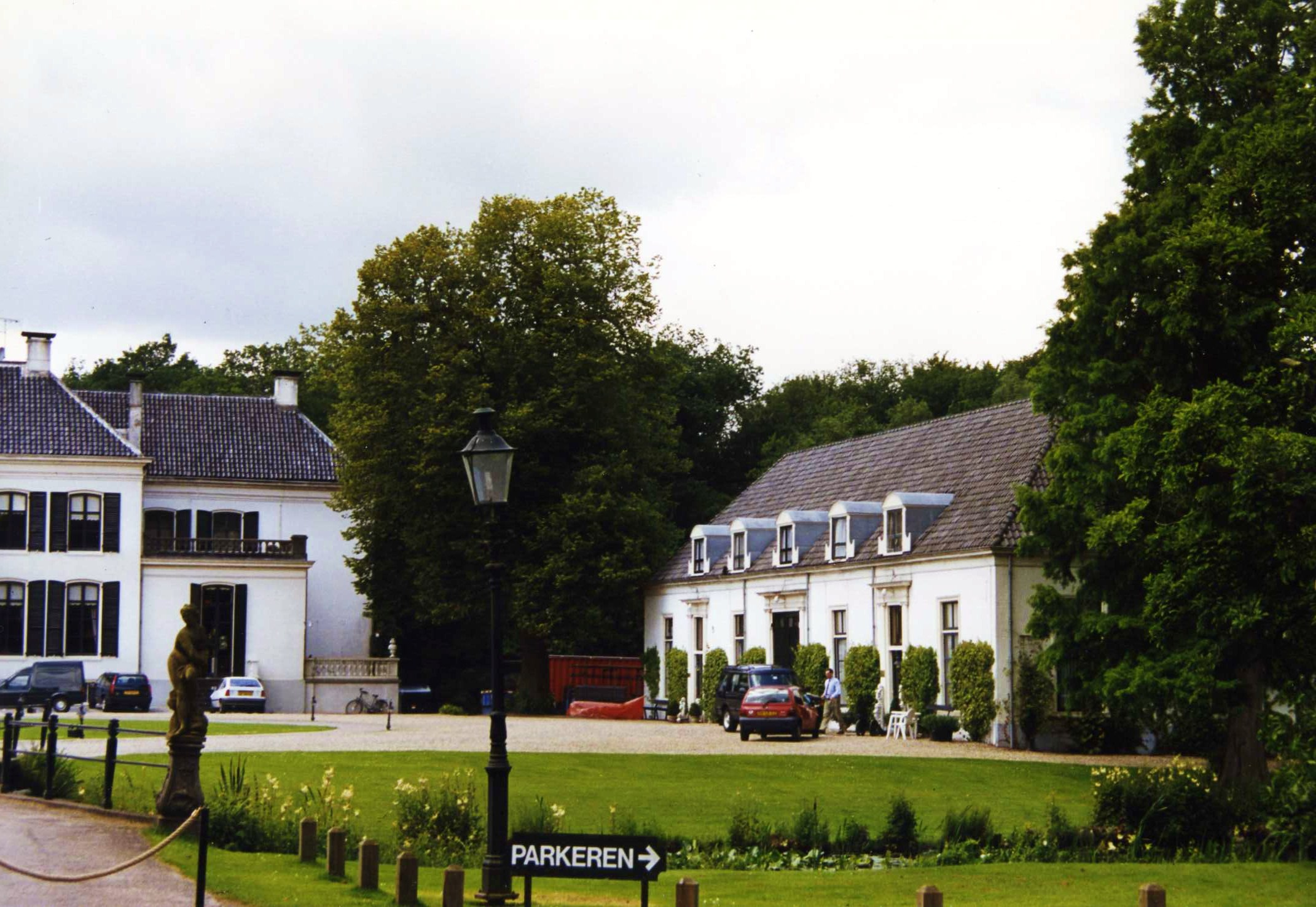
Het koetshuis (voorzijde) in 2012

## Bewoning, gebruik en beheer
- Het geslacht Schimmelpenninck van der Oye
- Het geslacht Van Heeckeren
- 1776-1781 Jacob Pieter van Braam
- 1781-1787 Robert Jasper van der Capellen
- Het geslacht van der Heyden:
  - 1791-1802/1827: Twee dochters van Gerardus Wilhelmus Josephus van der Heyden (1688-1752) en Aleida Richarda Gertrudis Haeck (1707-1760)
  - 1. Anna Joanna Maria Tresia van der Heyden (1744-1802), mede-eigenares van 1791 tot 1802
  - 2. Reyniera Maria Antonia van der Heyden (1748-1827), mede-eigenares van 1791 tot 1802 – erfgename/eigenares van 1802 tot 1827
- 1828-1835 Mevrouw Judith van Walrée-van Lennep, die het kasteel had gekocht en in 1835 Klein-Engelenburg liet bouwen.
- tot 1877 mr. Adrianus Theodorus Louis Metelerkamp (1820-1896), die getrouwd was met Anna Maria Bondt (-1851), waarna Adrianus hertrouwde met Florentina A.P. den Tex, de ouders van Adriaan J.P. Metelerkamp.
- 1877-1910 familie Bogaardt
- 1910-1942 Schelto van Citters (1865-1942)
- 1943-1945 gevorderd door de Duitse bezetter
- 1945-1946 diverse bezitters
- 1946-1947 gemeente Brummen
- 1947-1987 Twentsche Bank, later de Algemene Bank Nederland
- 1987-2005 familie De Lange, vestigde er een hotel-restaurant in
- 2005-2019 het echtpaar Johan en Carin Agricola, exploiteert het pand, onder de naam Kasteel Engelenburg, vanaf 2011 als deel van de keten Relais & Chateaux Hotels & Restaurants[4] en heeft aangegeven per 2020 te stoppen.
- 2019 Ton de Lange, de eigenaar van het pand, heeft de exploitatierechten teruggekocht van het echtpaar Agricola.[5]

Aalst · Aardenburg · Acquoy · Aerdt · Agistaldaburg · Ahof · Aldenhaag · Aller · Ambe · Ammersoyen · Ampsen · Andelst · Angeroyen · Appelburg · Appelse walburg · Appeltern · Arler · Baak · Babberich · Baer · Baerle · Bakerbosch · Balgoij · Barlham · Batenburg · Beek · Beerenclaauw · Bemmel · Bevervoorde · Bergh · Biljoen · Bingerden · Blankenborg (Laren) · Blankenborg · Blauwe Huis · Blokhuis (Ravenswaaij) · Boelenham · Boetselaersborg · Borculo · Boswaai · Brakel · Den Brakel · Den Bramel · Bredevoort · Broekhuizen · Bronkhorst · Bruchem · Bruinhorst · Brunsberg · Bulkestein · Bunswaard · Burcht van Tiel · Buren · De Buurse · Byland · Byvanck · Caetshage · Camphuysen · De Cannenburch · de Cloese · Coldenhove · Culemborg · Dedinckweerd · Delwijnen · Didam · Diepenbroek · Hof te Dieren · Huis Dijck · Dikke Tinne · Doddendaal · Dodewaard · Doornenburg · Doornik · Doorwerth · Dooyenburg · Dorth · Doseburg · Drakenburg · Dreumel · Druten · Duivelshuis · Eerbeek · De Ehze · Elburg · Eldrik · Emmerik · Engelenburg · Groot Engelenburg · Engelrode · Enghuizen · Enspijk · De Essenburgh · Essenpas · Est · Fokkinck · Gameren · Geerestein · Geldermalsen · De Gelderse Toren · Geldersweerd · Gellicum · Gendt · Gennepestein · Glindhorst · Goudenstein · ‘s-Grevenhoef · Groot Hell · Groenlo · Groesbeek · Huis te Groesbeek · Grunsfoort · Gulden Spijker · Hackfort · Hackforts Veenhuis · Hagen · Hagevoort · Hamerden · Hanepol · Harreveld · Harslo · Hassink · Het Haveke · Hedel · Heeckeren · De Heegh · Hees · De Heest · Hellouw · Hemmen · Hernen · Motte van Hernen · Heumen · Heusden · Hoekelum · Hoekenburg · De Hoeve · De Hof · Hof d'Ooy · Hof van Arkel · Huis het Holt · Holthuis · Het Holtslag · Ter Horst · Houberg · St. Hubertus · Huissen · Hulhuizen · Hulkestein · Hulsen · Hunneschans bij De Duno · Hunneschans bij Uddel · Jonker Bloo · 't Joppe · De Kamp · Karssenberg · Kemnade · Keppel · Kermestein · Kernhem · Kervel · Kiefskamp · De Kinkelenburg · Klein Enghuizen · Kleverburg · Kortenhoeve · Laag Helbergen · Lakenburg · Landfort · Langen · Latenstein · De Lathmer · Lathum · Ter Lede · Leegpoel · Leemcuyl · Leeuwen · Leeuwenbergh · Lensenburg · Lent · Leur · Leuvenum · Leyenburg · Lichtenvoorde · Lievenstein · Loenen · Loevestein · Loil · Loowaard · Luynhorst · Hof te Maasbommel · Magerhorst · Malburgen · Malderburcht · Malsen · Manhorst · Marhulsen · De Marsch · Marveld · Mathena · Maurik · Medel · Medestein · 't Medler · Meinerswijk · De Mellard · Mensink · Mergelp · Meteren · 't Meyerink · Middachten · Millingen · Mussenberg · Nagelhorst · Nederhagen · Nederhemert · Neerijnen · Huis Neerijnen · De Nesch · Nettelhorst · Nieuwe Blokhuis ·  Nijburg · Nijenbeek · Old Putten · Notenstein · Nye Huis · Olde Spijker · Oldenaller · Oldenhof (Driel) · Oldenhof (Heteren) · De Ooij · Oolde · Oud Oolde · Oosterhout · Ophemert · Opijnen · Oud Ampsen · Oude Blokhuis · Het Oude Loo · Oude Voorst · Oudenborch · Oud-Wisch · Huis te Overasselt · Overeng · Overhagen · Overlaar · 't Oye · Palmestein · De Parck · Persingen · Plekenpol · Ploen · Pluimenburg · Poederoijen · Poelwijck · Poelwijk · De Pol (Dreumel) · Huis de Poll (Huis te Gietelo) · De Poll (Huissen) · Pollenbering · Pollenstein · Puttenstein · Het Raasink · Ravenhorst · De Rees · Ressen · Reuversweerd · Reygersfoort · Rhijnestein · Huis Rijswijk · Rode Toren · Roode Wald · Rosande · Rosendael · Rossum · Rumpt · Ruurlo · Rijsselt · Schadewijk · Schaffelaar · Scherpenzeel · Schoonbroek · Schoonderbeek · Schoonenburg · Schuilenburg · Schuilkerke · Hof te Seelbeek · Sevenaer I · Sevenaer II · Sinderen (Oude IJsselstreek) · Sinderen (Voorst) · Slangenburg · Sleeburg · Slimsijp · De Snor · Soelen · Spaansweerd · Spaldorp · Spijk · Staverden · Sterkenburg · Swanepol · Tarthorst · Teisterbant (Kerk-Avezaath) · Teisterbant (Kerkdriel) · Ter Dicke · Tolhuis · Tolhuis (Tiel) · Tollenburg · Tongerlo · Toren van Wely · Tuil · Ubbergen · Uilenburg (Ewijk) · Uilenburg (Heteren) · Ulenpas · Ulft · Upladen · Valburg · Valkhofburcht · Valkhofpalts · Vanenburg · Varik · Hof te Varsseveld · 't Velde · Velhorst · Verwolde · Vierakker · De Voorst · Voorstonden · Vorden · Vosbergen · Vredenburg · Vredestein (Driel) · Vredestein (Ravenswaaij) · Vuren · Waardenburg · Waddestein · Wadenoijen · Waede · Wageningen · Walfort · 't Waliën · De Wardt · Watergoor · Watermeerwijk · Wayenstein (Huis te Herwijnen) · Well (Huis van Malsen) · Weijenrade · Westenburg · Westerholt · Weurt · De Wiersse · Wijenburg (Echteld) · De Wildenborch · De Wildt · Wilp · Wilperhorst · Winssen · Wisch · Wychen · Wolfswaard · Woolbeek · Yrst · IJzendoorn · Zeeland · Zilveren Spijker · Zuilichem · Zwaluwenburg · Zwanenburg (Heerde) · Zwanenburg (Megchelen)